# Taphrina nana
Taphrina nana  (лат.) — вид грибов рода тафрина (Taphrina) отдела аскомицеты (Ascomycota), паразит берёзы (Betula). Вызывает образование «ведьминых мётел», поражает листья.

## Описание
Поражённые побеги деформируются и формируют «ведьмины мётлы», листья желтеют и сморщиваются, гипертрофия тканей листовой пластинки не выражена. На ранних стадиях развития поражаются только листья, «ведьмины мётлы» не образуются. Такая ювенильная форма гриба была первоначально описана как самостоятельный вид Taphrina alpina.
Мицелий межклеточный, зимует в почках и тканях ветвей.
Сумчатый слой («гимений»)  беловатый, развивается преимущественно на верхней стороне листа.
Аски восьмиспоровые, размерами 13—24(40)×4—15 мкм, короткоцилиндрические с округлыми или тупыми верхушнами. Базальные клетки (см. в статье Тафрина) широкие, размерами 7—16×8—20 мкм, располагаются на поверхности эпидермы или внедряются между клетками растения. В последнем случае они имеют крыловидные придатки.
Аскоспоры 3,5—6×3,5—5 мкм, округлые или эллипсоидные, могут почковаться в асках. 

## Распространение и хозяева
Taphrina nana впервые описана в Швеции, типовой хозяин — берёза карликовая (Betula nana), также поражает берёзу повислую (Betula pendula), берёзу Эрмана (Betula ermanii). Гриб встречается в Исландии, Центральной Европе (Германия, Польша), на Скандинавском полуострове, на северо-западе России (Кольский полуостров, Карелия, Ленинградская область), на Дальнем Востоке (Камчатка) и в Северной Америке.

## Близкие виды
- Taphrina americana, встречающаяся в Северной Америке, имеет аски большего размера, но меньше, чем у Taphrina betulina.